# العلاقات الألمانية النيكاراغوية
العلاقات الألمانية النيكاراغوية هي العلاقات الثنائية التي تجمع بين ألمانيا ونيكاراغوا.

### التاريخ المبكر
استعمر الأوروبيون المنطقة التي تشكل نيكاراغوا اليوم ضمن استعمار الأمريكيتيين، ونشأت نيكاراغوا كدولة أعلنت استقلالها في عام 1821. استقرت أول مهاجرين ألمان في بداية القرن التاسع عشر في نيكاراجوا، في عام 1844، استكشف كارل فون بروسيا وأوتو فيكتور الأول فون شونبورغ منطقة بلوفيلدز على ساحل ميسكيتو؛ ومع ذلك، فشل تأسيس مستوطنة بافارية بعد وقت قصير. بعد وحدة ألمانيا عام 1871، قوّضت إمبراطورية ألمانيا نشاطاتها التجارية في أمريكا الوسطى وأقامت تمثيل دبلوماسي في نيكاراجوا وغيرها. مع قضية أفيسنشتوك في عام 1876-1878، حدثت توترات دبلوماسية وعسكرية بين إمبراطورية ألمانيا ونيكاراجوا. بعد أن تم ضرب القنصل الألماني بول إيسنشتوك واعتقاله، طالبت إمبراطورية ألمانيا بتعويض قدره 30,000 دولار أمريكي لمعالجة القنصل. بعد رفض نيكاراجوا دفع التعويض، طلبت وزارة الخارجية من الأميرالية القيصرية في أغسطس 1877 دعمًا، والتي أرسلت عدة سفن حرب إلى نيكاراجوا. في 31 مارس 1878، أخضعت حكومة نيكاراجوا أخيرًا ودفعت تعويضًا. كان هذا الحال نموذجيًا للسياسة الأوروبية للمدافع الحربية وطموحات ألمانيا العالمية في أواخر القرن التاسع عشر.

### الحرب العالمية الثاني
أثناء الحرب العالمية الثانية، أعلنت نيكاراجوا برئاسة الرئيس أناستازيو سوموزا غارسيا الحرب على النظام النازي في 11 ديسمبر 1941، مما أدى إلى احتجاز الألمان الذين كانوا في البلاد، بما في ذلك الكاتب فريدريش كارل كاول. بعد الحرب، أقامت نيكاراجوا علاقات دبلوماسية مع جمهورية ألمانيا الاتحادية في عام 1954. في ألمانيا، نشأت في نهاية السبعينيات العديد من اللجان التضامنية والجمعيات النيكاراجوية. في عام 1979، حاول نشطاء يساريون احتلال سفارة نيكاراجوا في بون احتجاجًا على دكتاتورية عائلة سوموزا، وتمت منعهم من قبل الشرطة. بعد سقوط الديكتاتورية الاستبدادية لسوموزا والتي كانت تحالفت مع الغرب، قامت حكومة جمهورية ألمانيا الاتحادية بسحب المساعدات المالية لنيكاراجوا، في حين تم توسيع الاتصالات المدنية بين البلدين في نفس الوقت. بعد تولي الساندينيين للسلطة، بدأت نيكاراجوا علاقات دبلوماسية مع جمهورية ألمانيا الديمقراطية، حيث تشكلت العديد من اللجان التضامنية. سافر حوالي 15,000 ألماني إلى نيكاراجوا في العشر سنوات التالية للمشاركة في فترات الإقامة والمشاريع مثل حملات مكافحة الأمية. في عام 1983، قتل الطبيب والمساعد التنموي الألماني ألبريخت بفلاوم خلال هجوم للكونترا، مما أدى إلى احتلال سفارة الغربية في ماناغوا من قبل الألمان المنفيين. أيضا، أدت دعم الكونترا من قبل الدول الغربية إلى احتجاجات في جمهورية ألمانيا الاتحادية.
في الثمانينات والتسعينات، تم تأسيس علاقات مدنية وثيقة مع نيكاراجوا وتم توقيع العديد من شراكات المدن بين مدن في نيكاراجوا وألمانيا. حتى القرن الواحد والعشرين، استمرت العلاقات الوثيقة بين البلدين.

### حرب غزة ومحكمة العدل الدولية
في ربيع عام 2024، قدمت نيكاراجوا دعوى ضد ألمانيا لدى المحكمة الدولية. وفقًا لنيكاراجوا، تقدم ألمانيا، في ظل دعمها السياسي والمالي والعسكري لإسرائيل في سياق المواجهة بين إسرائيل وغزة، بمساعدة إسرائيل في تنفيذ إبادة جماعية في قطاع غزة.

## مقارنة بين البلدين
هذه مقارنة عامة ومرجعية للدولتين:
| وجه المقارنة                                              | ألمانيا                                                                              | نيكاراغوا        |
| --------------------------------------------------------- | ------------------------------------------------------------------------------------ | ---------------- |
| المساحة (كم2)                                             | 357.41 ألف                                                                           | 130.38 ألف       |
| عدد السكان (نسمة)                                         | 81.29 مليون                                                                          | 6.22 مليون       |
| الكثافة السكانية (ن./كم²)                                 | 227.44                                                                               | 47.71            |
| العاصمة                                                   | بون، برلين                                                                           | ماناغوا          |
| اللغة الرسمية                                             | اللغة الألمانية                                                                      | اللغة الإسبانية  |
| العملة                                                    | يورو، مارك ألماني                                                                    | كوردبا نيكاراغوا |
| الناتج المحلي الإجمالي (بليون دولار)                      | 3.68 تريليون                                                                         | 13.81 مليار      |
| الناتج المحلي الإجمالي (تعادل القوة الشرائية) بليون دولار | 3.92 تريليون                                                                         | 31.63 مليار      |
| الناتج المحلي الإجمالي الاسمي للفرد دولار أمريكي          | 41.31 ألف                                                                            | 2.09 ألف         |
| الناتج المحلي الإجمالي للفرد دولار أمريكي                 | 46.40 ألف                                                                            | 4.92 ألف         |
| مؤشر التنمية البشرية                                      | 0.926                                                                                | 0.631            |
| رمز المكالمات الدولي                                      | +49                                                                                  | +505             |
| رمز الإنترنت                                              | .de                                                                                  | .ni              |
| المنطقة الزمنية                                           | توقيت وسط أوروبا، ت ع م+01:00، ت ع م+02:00، توقيت أوروبا الوسطى المعياري (ت غ م +1) ‏ | 00               |

## مدن متوأمة
في ما يلي قائمة باتفاقيات التوأمة بين مدن ألمانية ونيكاراغوية:
- ترتبط فرايبورغ مع ولولي دي خينوتيغا باتفاقية توأمة منذ 1988.
- ترتبط فيتن مع سان كارلوس، ريو سان خوان [الإنجليزية]‏ باتفاقية توأمة منذ 1975.
- ترتبط بريمن مع Corinto, Nicaragua [الإنجليزية]‏ باتفاقية توأمة منذ 1987.[25][25][25]
- ترتبط هامبورغ مع ليون، نيكاراغوا باتفاقية توأمة منذ 1958.
- ترتبط غيسن مع San Juan del Sur [الإنجليزية]‏ باتفاقية توأمة منذ 26 مايو 1990.
- ترتبط نورنبرغ مع سان كارلوس، ريو سان خوان [الإنجليزية]‏ باتفاقية توأمة منذ 1979.
- ترتبط زولينغن مع خينوتيغا باتفاقية توأمة.
- ترتبط فالتروب مع سان ميغيليتو (نيكاراغوا) باتفاقية توأمة.
- ترتبط هيرنه مع أوميتيبي باتفاقية توأمة.[26]
- ترتبط لونه مع Condega [الإنجليزية]‏ باتفاقية توأمة.
- ترتبط فوبرتال مع ماتاغلبا باتفاقية توأمة منذ 17 فبراير 1964.
- ترتبط ينا مع San Marcos, Carazo [الإنجليزية]‏ باتفاقية توأمة منذ 1983.
- ترتبط ليفركوزن مع تشينانديغا باتفاقية توأمة.
- ترتبط فرانكفورت مع غرناطة (نيكاراغوا) باتفاقية توأمة منذ 11 أبريل 1988.[27][27][27][27]
- ترتبط بيلفلد مع إستيلي باتفاقية توأمة منذ 1973.
- ترتبط أوفنباخ أم ماين مع ريفاس [الإنجليزية]‏ باتفاقية توأمة منذ 1978.
- ترتبط دورستن مع Waslala [الإنجليزية]‏ باتفاقية توأمة.
- ترتبط أولم مع خينوتيغا باتفاقية توأمة منذ 1986.
- ترتبط زارلوييس مع Matiguás [الإنجليزية]‏ باتفاقية توأمة.
- ترتبط فيسبادن مع أكوتال [الإنجليزية]‏ باتفاقية توأمة منذ 1969.
- ترتبط فريدريشسهاين-كرويتزبيرغ مع San Rafael del Sur [الإنجليزية]‏ باتفاقية توأمة منذ 1971.[28][28][29][29]
- ترتبط غوتينغن مع إدارة ليون باتفاقية توأمة منذ 1978.[30][30][30][30]
- ترتبط كولونيا مع Corinto, Nicaragua [الإنجليزية]‏ باتفاقية توأمة منذ 29 مايو 1963.

## منظمات دولية مشتركة
يشترك البلدان في عضوية مجموعة من المنظمات الدولية، منها:
| علم المنظمة | اسم المنظمة                               | تاريخ انضمام ألمانيا | تاريخ انضمام نيكاراغوا |
| ----------- | ----------------------------------------- | -------------------- | ---------------------- |
|             | مؤسسة التمويل الدولية                     | 20 يوليو 1956        | 20 يوليو 1956          |
|             | منظمة حظر الأسلحة الكيميائية              | 29 أبريل 1997        | ?                      |
|             | يونسكو                                    | 11 يوليو 1951        | 22 فبراير 1952         |
|             | الاتحاد الدولي للاتصالات                  | 1866                 | 12 مايو 1926           |
|             | الأمم المتحدة                             | 18 سبتمبر 1973       | 24 أكتوبر 1945         |
|             | منظمة الشرطة الجنائية الدولية             | ?                    | ?                      |
|             | البنك الدولي للإنشاء والتعمير             | 14 أغسطس 1952        | 14 مارس 1946           |
|             | الاتحاد البريدي العالمي                   | 1 يوليو 1875         | ?                      |
|             | منظمة التجارة العالمية                    | ?                    | ?                      |
|             | مؤسسة التنمية الدولية                     | 24 سبتمبر 1960       | 30 ديسمبر 1960         |
|             | المركز الدولي لتسوية المنازعات الاستشارية | 18 مايو 1969         | 19 أبريل 1995          |
|             | وكالة ضمان الاستثمار متعدد الأطراف        | 12 أبريل 1988        | 12 يونيو 1992          |

## أعلام
هذه قائمة لبعض الشخصيات التي تربطها علاقات بالبلدين:
- إرفين كروغر (شاعر نيكاراغوي، 2 نوفمبر 1915 – 28 يوليو 1973)
- إنريكي بولانيوس (سياسي نيكاراغواياني، 13 مايو 1928 – )

## وصلات خارجية
- موقع وزارة الخارجية الألمانية
- موقع وزارة الخارجية النيكاراغوية